# جشنواره بین‌المللی فیلم وین

نامواره جشنواره

جشنواره بین‌المللی فیلم وین یا ویناله (به آلمانی: Viennale) یک جشنواره فیلم است که اکتبر هرسال در شهر وین اتریش برگزار می‌شود. میانگین بازدیدکنندگان ویِناله در حدود ۷۵٬۰۰۰ نفر است. فیلم‌های جشنواره هرساله به‌طور سنتی در سالن‌های گارتن‌بوکینو، اورانیا، مترو-کینو، فیلم‌میوزیم و اشتادکینو اکران می‌شوند. سینما گارتن‌بو که در مقابل پارک شهر قرار دارد، به‌عنوان سینمای مرکزی جشنواره شناخته می‌شود. با وجود غیررقابتی بودن این جشنواره، جایزه ویژه فیپرشی توسط انجمن جهانی منتقدان فیلم و جایزه خوانندگان روزنامه در استاندارد در پایان هر دوره به برگزیدگان اهدا می‌شوند.
ویناله که مهمترین جشنواره غیررقابتی اروپا به‌شمار می‌رود، از سال ۱۹۶۰ بنیان گذاشته شد. هدف اصلی این جشنواره، گردآوری فیلم‌های تازه از سراسر دنیا، و نیز فیلم‌هایی که برای نخستین بار در سطح کشور و جهان نمایش داده می‌شوند، تعریف شده‌است. معرفی چهره‌های بین‌المللی سینمای اتریش از دیگر اهداف جشنواره‌است. 

## بخش‌ها و برنامه‌ها

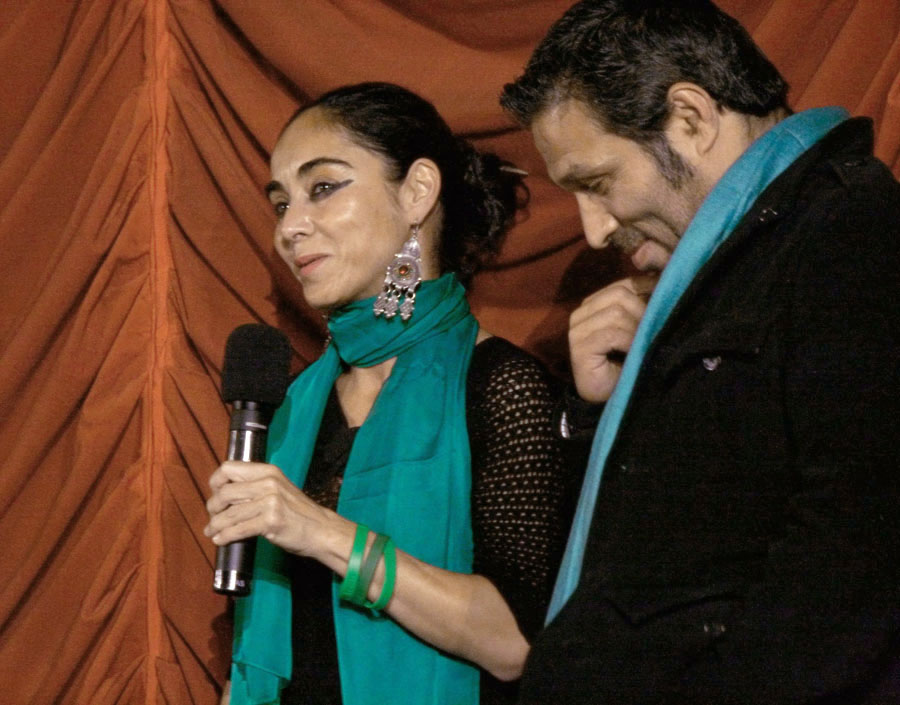
شیرین نشاط و شجاع آذری در نمایش زنان بدون مردان، ویناله ۲۰۰۹

بخش‌های اصلی جشنواره شامل فیلم‌های سینمایی، فیلم‌های مستند، فیلم‌های کوتاه و فیلم‌های تجربی است. همچنین در هر دوره برنامه‌های جنبی مختلفی مانند بزرگداشت بزرگان سینمای اتریش و جهان، مرور فیلم‌های یکی از کارگردانان بزرگ دنیا، میزگرد، نمایشگاه عکس، کنسرت موسیقی و برنامه ویژه «موزه سینمای وین» برگزار می‌شود که هرسال با نوآوری‌هایی همراه است. در چهل و ششمین دوره جشنواره (۲۰۰۸)، ۳۴۰ فیلم شامل ۶۲ مستند و ۶۷ فیلم بلند جدید و در چهل و هفتمین دوره (۲۰۰۹)، ۳۴۵ فیلم  شامل ۶۰ مستند و ۸۵ فیلم بلند به نمایش درآمدند.